# Печихвосты (Львовская область)
Печихвосты (укр. Печихвости) — село в Жовтанецкой сельской общине Львовского района Львовской области Украины.
Население по переписи 2001 года составляло 753 человека. Население по данным 2022 года составляло 683 человека. Занимает площадь 1,573 км². Почтовый индекс — 80434. Телефонный код — 3254.